# Colpochila nitidicollis
Colpochila nitidicollis är en skalbaggsart som beskrevs av Nonfried 1891. Colpochila nitidicollis ingår i släktet Colpochila och familjen Melolonthidae. Inga underarter finns listade i Catalogue of Life.